# 清代學術概論
《清代學術概論》由梁啟超著於民国九年（1920年）。原题《前清一代思想界之蜕变》，本是梁啟超为蒋方震《欧洲文艺复兴时代》所作的序，写成之后，序的篇幅和蒋方震书相当，于是单独成书。《清代學術概論》共33章﹐1936年收入《饮冰室合集》作为《饮冰室专集之三十四》。書中以歐洲的文藝復興比附清代的學術發展，其他史家認為這種比附並不適當。

## 版本
- 梁啟超《饮冰室合集》（中华书局）第8册《饮冰室专集之三十四·清代學術概論》
- 1959年徐中約譯成英文（哈佛大學出版）：Intellectual trends in the Ching period (Ching-tai hsüeh-shu kai-lun) By: Qichao Liang, tr. Immanuel C.Y. Hsu; Harvard University Press, 1959.